# Ваганиха (река)
Ваганиха — небольшая река на севере России, в Архангельской области. Протекает по территории Маймаксанского округа городского округа «Архангельск». Длина реки — 6,7 км.
Ваганиха находится на острове Повракульский, в дельте Северной Двины. Течёт в северном направлении, по левому берегу реки проложена ветка железной дороги, ведущей в аванпорт «Экономия» порта «Архангельск». В районе посёлков 25-го и 26-го лесозаводов и ПРР «Экономия» имеются три автомобильных моста через реку. В районе архангельских микрорайонов «Средняя Маймакса» и «Северная Маймакса» по берегам реки находятся садовые участки дачных кооперативов, в нижнем течении — дома микрорайона «Экономия». Ваганиха впадает в протоку Северной Двины Кузнечиха западнее острова Лодмостров и устья протоки Большая Двинка.
Код водного объекта в государственном водном реестре — 03020300512103000040123.

## Топографическая карта
- Лист карты Q-37-128,129,130 Архангельск. Масштаб: 1 : 100 000. Указать дату выпуска/состояния местности.